# Pleiotaxis
Pleiotaxis är ett släkte av korgblommiga växter. Pleiotaxis ingår i familjen korgblommiga växter.

## Dottertaxa tillPleiotaxis, i alfabetisk ordning[1]
- Pleiotaxis affinis
- Pleiotaxis ambigua
- Pleiotaxis angolensis
- Pleiotaxis angusterugosa
- Pleiotaxis antunesii
- Pleiotaxis bampsiana
- Pleiotaxis chlorolepis
- Pleiotaxis decipiens
- Pleiotaxis dewevrei
- Pleiotaxis duvigneaudii
- Pleiotaxis eximia
- Pleiotaxis fulva
- Pleiotaxis gombensis
- Pleiotaxis huillensis
- Pleiotaxis jeffreyana
- Pleiotaxis lawalreana
- Pleiotaxis lejolyana
- Pleiotaxis linearifolia
- Pleiotaxis macrophylla
- Pleiotaxis newtonii
- Pleiotaxis overlaetii
- Pleiotaxis oxylepis
- Pleiotaxis paucinervia
- Pleiotaxis perfoliata
- Pleiotaxis petitiana
- Pleiotaxis pulcherrima
- Pleiotaxis racemosa
- Pleiotaxis robynsiana
- Pleiotaxis rogersii
- Pleiotaxis rugosa
- Pleiotaxis selina
- Pleiotaxis subpaniculata
- Pleiotaxis subscaposa
- Pleiotaxis upembensis
- Pleiotaxis welwitschii